# Maradah
Maradah ou Marada (arabe : مرادة) est une oasis et une ville située au nord-est de la Libye.

## Géographie
Maradah est située en Cyrénaïque, à environ 120 km au sud d'El Agheila.

## Climat
Maradah possède un climat désertique chaud (classification de Köppen BWh) ; la température moyenne annuelle est de 20,7 °C. La moyenne des précipitations annuelles est de 52 mm.